# Бонд (округ)
Бонд (англ. Bond) — округ в штате Иллинойс, США. По данным переписи 2010 года численность населения округа составила 17768 чел., по сравнению с переписью 2000 года оно увеличилось на 0,8 %. Окружной центр округа Бонд — город Гринвилл.

## История
Округ Бонд сформирован в 1817 году из округа Мэдисон. Название получил в честь Седраха Бонда, делегата от Иллинойса в Конгрессе США, позже ставший первым губернатором штата (с 1818 по 1822 года).

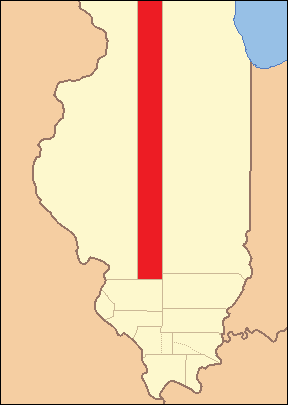
Территория округа после его формирования
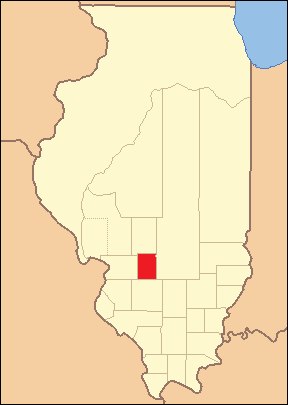
Территория округа с 1821 по 1824 года
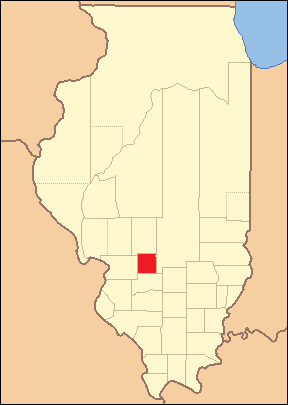
Территория округа с 1824 по 1843 года
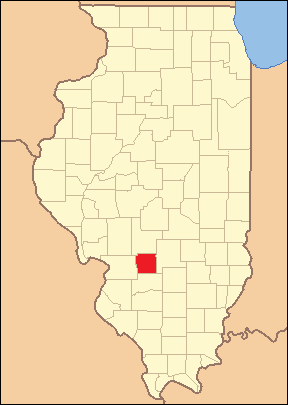
Территория округа с 1843 года

## География
Общая площадь округа — 991,3 км² (382,76 миль²), из которых 984,9 км² (380,28 миль²) или 99,35 % суши и 6,4 км² (2,48 миль²) или 0,65 % водной поверхности.

### Климат
Округ находится в переходной зоне между влажным климатом континентального типа и влажным субтропическим климатом. Температура варьируется в среднем от минимальных -6 °C в январе до максимальных 33 °C в июле. Рекордно низкая температура была зафиксирована в феврале 1905 года и составила -22 °C, а рекордно высокая температура была зарегистрирована в июле 1954 года и составила 46 °C. Среднемесячное количество осадков — от 51 мм в феврале до 109 мм в мае.

### Соседние округа
Округ Бонд граничит с округами:
- Монтгомери — на севере
- Файетт — на востоке
- Клинтон — на юге
- Мэдисон — на западе

### Основные автомагистрали
| Автомагистраль                 | Длина      | Начальный пункт | Конечный пункт            | Год образования |
| ------------------------------ | ---------- | --------------- | ------------------------- | --------------- |
| Межштатная автомагистраль I-70 | 3465,13 км | Ков-Форт, Юта   | Балтимор, Мэриленд        | 1956            |
| Шоссе US-40                    | 3678,54 км | Парк-Сити, Юта  | Атлантик-Сити, Нью-Джерси | 1926            |
| Трасса Illinois-127            | 269,61 км  | Юнити           | Рэймонд                   | 1924            |
| Трасса Illinois-140            | 83,77 км   | Алтон           | Малберри-Гроу             | 1935            |
| Трасса Illinois-143            | 77,18 км   | Алтон           | Тамалко                   | 1937            |

## Населённые пункты
| Населённый пункт | Статус  | Год основания | Площадь  | Население (2010) |
| ---------------- | ------- | ------------- | -------- | ---------------- |
| Гринвилл         | город   | 1819          | 13 км²   | 7000 чел.        |
| Доннеллсон       | деревня |               | 0,52 км² | 210 чел.         |
| Кейеспорт        | деревня |               | 1 км²    | 421 чел.         |
| Тебес            | деревня |               | 6 км²    | 436 чел.         |
| Малберри-Гроу    | деревня | 1834          | 2,6 км²  | 634 чел.         |
| Олд-Рипли        | деревня |               | 0,52 км² | 108 чел.         |
| Панама           | деревня |               | 0,78 км² | 343 чел.         |
| Олд-Рипли        | деревня |               | 0,52 км² | 108 чел.         |
| Пиеррон          | деревня | 1870          | 2,3 км²  | 600 чел.         |
| Покахонтас       | деревня |               | 2,1 км²  | 784 чел.         |
| Смитборо         | деревня |               | 3,1 км²  | 177 чел.         |
| Соренто          | деревня |               | 1,3 км²  | 498 чел.         |

## Демография
По данным переписи населения 2000 года, численность населения в округе составила 17 633 человека, насчитывалось 6690 домовладений и 6155 семей. Средняя плотность населения была 18 чел./км².
Распределение населения по расовому признаку:
- белые — 90,74 %
  - немецкого происхождения — 37,0 %
  - ирландского происхождения — 8,6 %
  - английского происхождения — 11,0 %
- афроамериканцы — 7,41 %
- коренные американцы — 0,46 %
- азиаты — 0,26 %
- латиноамериканцы — 1,43 % и др.

Для 97,2 % жителей родным (первым) языком был английский, для 2,3 % жителей — испанский язык.
Из 6155 семей 32,1 % имели детей в возрасте до 18 лет, проживающих вместе с родителями, 59,1 % семей — супружеские пары, живущие вместе, 8,1 % — матери-одиночки, а 29 % не имели семьи. 25,6 % всех домовладений состояли из отдельных лиц и в 12,8 % из них проживали одинокие люди в возрасте 65 лет и старше. Средний размер домохозяйства 2,47 человека, а средний размер семьи — 2,97.
Распределение населения по возрасту:
- до 18 лет — 21,9 %
- от 18 до 24 лет — 11,6 %
- от 25 до 44 лет — 29,4 %
- от 45 до 64 лет — 22,4 %
- от 65 лет — 14,7 %

Средний возраст составил 37 лет. На каждые 100 женщин приходилось 116,3 мужчин. На каждые 100 женщин возрастом 18 лет и старше приходилось 119,6 мужчин.
Средний доход на домовладение — $ 37 680, а средний доход на семью — $ 45 413. Мужчины имеют средний доход от $ 31 849 против $ 21 295 у женщин. Доход на душу населения в округе — $ 17 947. Около 6,7 % семей и 9,3 % населения находились ниже черты бедности, в том числе 10,7 % из них моложе 18 лет и 8,6 % в возрасте 65 лет и старше.